# Do You Ever Shine?
「Do You Ever Shine?」（ドゥー・ユー・エヴァー・シャイン?）は、メイデイのメジャー1枚目のシングル。2014年6月4日にA-Sketchから発売された。

## 概要
フジテレビ系ドラマ『ビター・ブラッド～最悪で最強の親子刑事～』の主題歌として起用された。